# (38527) 1999 TJ315
1999 TJ315 (asteroide 38527) é um asteroide da cintura principal. Possui uma excentricidade de 0.09569960 e uma inclinação de 1.90853º.
Este asteroide foi descoberto no dia 9 de outubro de 1999 por LINEAR em Socorro.